# ارژانتان
ارژانتان (به فرانسوی: Argentan) یکی از کمون‌های فرانسه است که در اورن واقع شده‌است.

## خصوصیات
ارژانتان ۱۸٫۱۸ کیلومترمربع مساحت و ۱۴٬۲۱۹ نفر جمعیت دارد.

## خواهرخوانده
شهرهای بایا، ابینگدن، آکسفوردشر، روتنبورگ آن در فولدا و San Marco Argentano خواهرخوانده‌های ارژانتان هستند.